# Frog design

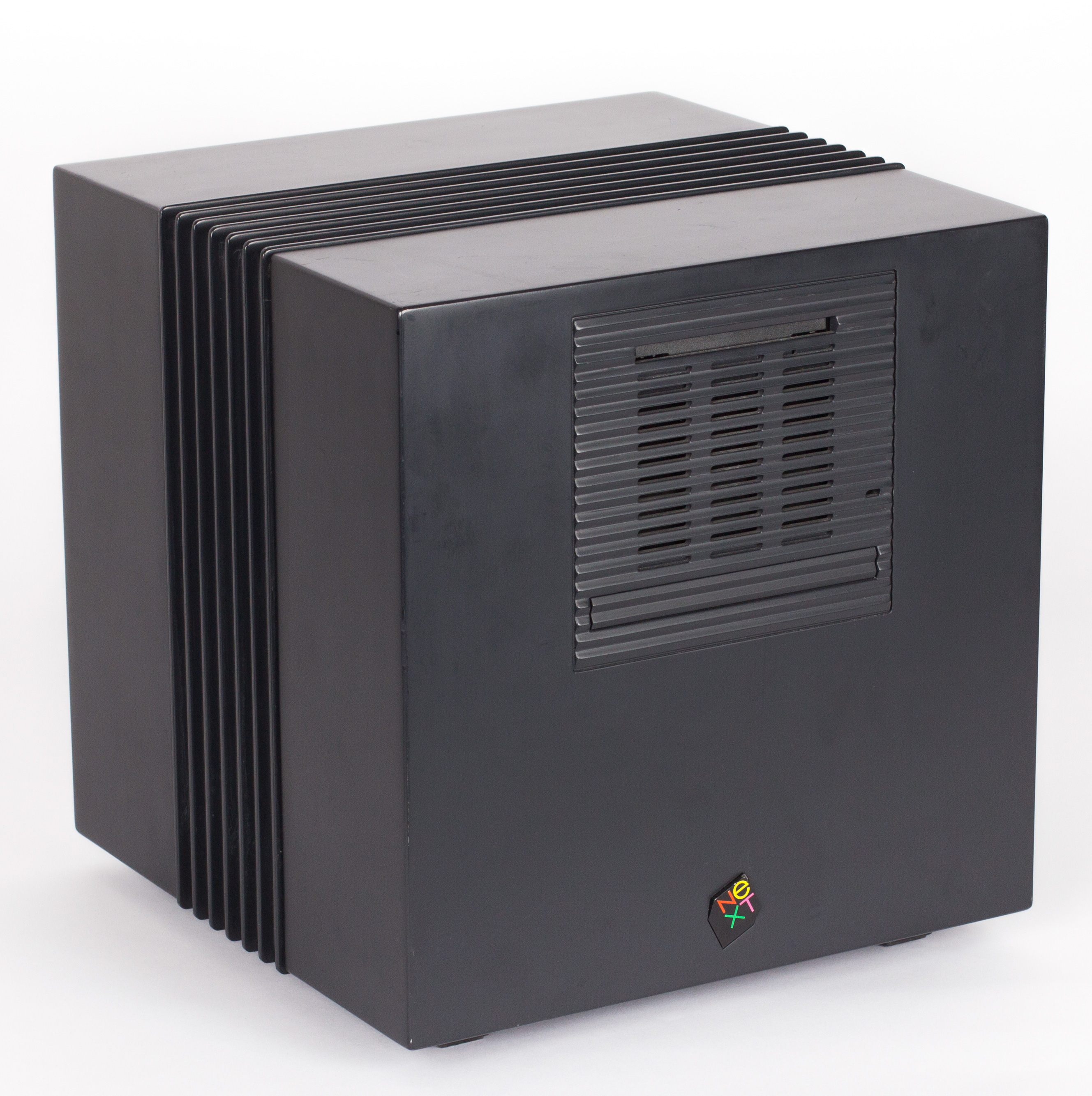
NeXTcube designades av Frog design.

Frog design, tysk-amerikansk byrå för industridesign m.m.
Frog design grundades i Västtyskland 1969 men har numera kontor över hela världen med huvudkontoret förlagt till Silicon Valley. Designkontor finns i San Francisco, California, San Jose, California, Austin, Texas, New York City, New York, Seattle, Washington. Man har även designkontor i Herrenberg i Tyskland och Milano. Hartmut Esslinger grundade byrån som Esslinger Design och 1982 fick byrån sitt nuvarande namn. Frog är en akronym för "Federal Republic Of Germany". Den första framgången kom med designen av en TV-apparat för tyska Wega. När Sony tog över Wega fortsatte man att arbeta för Sony. Under 1980-talet tog man fram designen för Apples datorer (Snow White design language) och senare designade man Nextcube och Nextstation för Next.